# Sitalçay
Sitalçay (ryska: Ситалчай) är en ort i Azerbajdzjan.   Den ligger i distriktet Xızı Rayonu, i den östra delen av landet, 60 km nordväst om huvudstaden Baku. Antalet invånare är 1 234.
Terrängen runt Sitalçay är platt åt nordost, men åt sydväst är den kuperad. Runt Sitalçay är det ganska glesbefolkat, med 26 invånare per kvadratkilometer.. Närmaste större samhälle är Kilyazi, 10,5 km nordväst om Sitalçay.
Omgivningarna runt Sitalçay är i huvudsak ett öppet busklandskap.